# 斯坦普岩
斯坦普岩（英語：Stump Rock），是南極洲的岩石，位於南設得蘭群島，處於喬治王灣西部，在1937年由英國探險隊繪入地圖和命名，現時由南極條約體系管理。